# Herman Ponsteen
Herman Ponsteen, född den 27 mars 1953 i Hellendoorn, Nederländerna, är en nederländsk tävlingscyklist som tog OS-silver i förföljelseloppet vid olympiska sommarspelen 1976 i Montréal. 